# Newhart
Newhart är en amerikansk situationskomedi som producerades av MTM Enterprises och sändes av CBS mellan 1982 och 1990.

## Handling
Makarna Dick och Joanna lämnar New York City för att driva hotell i en liten stad i Vermont.

## Rollista i urval
- Bob Newhart – Dick Loudon
- Mary Frann – Joanna Loudon
- Tom Poston - George Utley
- William Sanderson - Larry
- Tony Papenfuss - Darryl 1
- John Voldstad -  Darryl 2
- Julia Duffy - Kirk Devane (säsong 1-2)
- Peter Scolari - Michael Harris (säsong 2-8)